# Vitoria-Gasteiz
Vitoria-Gasteiz – miasto w północnej Hiszpanii, stolica prowincji Álava i wspólnoty autonomicznej Kraju Basków. Około 242 tysięcy mieszkańców w 2012 roku. Vitoria-Gasteiz była Zieloną Stolicą Europy w 2012 roku.

## Historia
W 581 Leowigild, władca Wizygotów, założył miasto Victoriacum dla uczczenia zwycięstwa nad Baskami. Na jego miejscu w 1181 Sancho VI Mądry, król Nawarry, założył miasto pod nazwą Nova Victoria. Od 1199 miasto przeszło w posiadanie Kastylii, gdy po dziewięciomiesięcznym oblężeniu zdobył je Alfons VIII Szlachetny. Pod panowaniem kastylijskim miasto wzbogaciło się na handlu wełną. W 1431 Vitoria otrzymała prawa miejskie. 21 czerwca 1813 w bitwie pod Vitorią wojska lorda Artura Wellingtona odniosły zwycięstwo nad Francuzami dowodzonymi przez marszałka Jean-Baptiste’a Jourdana. Wynik bitwy przesądził o wycofaniu się Francuzów z Hiszpanii.

## Zabytki
- Catedral de Santa María, XIV-wieczna gotycka katedra znajdująca się na szczycie obronnego wzgórza;
- neogotycka Catedral de María Inmaculada budowana w latach 1907-1973;
- XIV-wieczne kościoły San Miguel (z wielkim barokowym ołtarzem zbudowanym przez Gregoria Fernándeza w latach 1624-1632), San Vicente, San Pedro zbudowane przez bogatych kupców. Kościoły reprezentują styl renesansowy;
- Palacio de Escoriaza-Esquibel; XVI-wieczny renesansowy pałac z patio w stylu plateresco;
- Plaza de la Virgen Blanca (Plac Białej Dziewicy) na południu miasta;
- Plaza de España – klasyczny XVIII-wieczny hiszpański zespół architektoniczny, z ratuszem po północnej stronie.

## Muzea
- Museo Provincial de Arquelogía; znajdują się tu pozostałości z epoki żelaza i epoki rzymskiej;
- Museo de Naipes, muzeum kart z kolekcją ponad 6000 obiektów. Najstarszym eksponatem są włoskie karty z końca XIV wieku. W kolekcji znajdują się również karty do tarota wykonane według projektu Salvadora Dalego;
- Museo de Armería, muzeum broni;
- Museo Diocesano de Arte Sacro, muzeum sztuki sakralnej.

Vitoria-Gasteiz jest ośrodkiem przemysłu środków transportu, także przemysłu maszynowego (produkcja maszyn rolniczych), chemicznego, włókienniczego, skórzanego, drzewnego i spożywczego.
Węzeł kolejowy i drogowy. W mieście znajduje się stacja kolejowa Vitoria-Gasteiz oraz port lotniczy.

## Miasta partnerskie
- Anaheim, Stany Zjednoczone
- Angoulême, Francja
- Cogo, Gwinea Równikowa
- Kutaisi, Gruzja
- Victoria, Stany Zjednoczone
- Vitória, Brazylia
- Pruszcz Gdański, Polska